# Марахов, Владимир Григорьевич
Влади́мир Григо́рьевич Мара́хов (7 марта 1929, Большой Самовец Щучинский район Воронежская область, СССР — 1 февраля 2022) — советский и российский философ

, специалист по социальной философии. Доктор философских наук, профессор, заслуженный деятель науки Российской Федерации (1999). Декан философского факультета ЛГУ (1970—1978).

## Биография
Родился в селе Большой Самовец Щучинского района Воронежской области в семье учителя. В 1952 году окончил философский факультет ЛГУ и поступил в аспирантуру. В 1958 году защитил кандидатскую диссертацию по философии на тему «Закономерности развития производительных сил и производственных отношений».
В 1959—1961 годах учился в спецгруппе «Физика» физико-механического факультета Ленинградского политехнического института;
работал преподавателем, а затем заведующим кафедрой в Ленинградском кораблестроительном институте. В 1969 году защитил докторскую диссертацию «Структура и развитие производительных сил общества (методологические и социологические проблемы)». В 1970—1978 годах — декан философского факультета ЛГУ.
В апреле 1971 года избран также заведующим кафедрой исторического материализма (с 1990 года — кафедра социальной философии), на которой работал в этой должности до 1992 года. На этой должности он сменил экс-декана В. П. Рожина. После ухода Марахова с поста заведующего кафедру возглавил его ученик К. С. Пигров.
Совместно с академиком Ф. В. Константиновым организовал подготовку 5-томной коллективной монографии «Материалистическая диалектика»
Подготовил ряд докторов наук, которые впоследствии стали заведующими кафедр философии (К. С. Пигров, Е. А. Шаповалов); был научным руководителем будущего директора Института философии СПбГУ С. И. Дудника.
Скончался 1 февраля 2022 года.

## Основные работы
- Структура и развитие производительных сил социалистического общества. М., 1970 (перев. на нем. яз. — Berlin, 1972).
- Управление и развитие производительных сил общества. Л., 1972.
- The Scientiﬁc and Technological Revolution and Nature // The VIII World Congress of Sociology. Canada, Toronto. August 17-24, 1974. М., 1974.
- Научно-техническая революция и её социальные последствия. М., 1975.
- Научно-техническая революция: её сущность, источники и факторы развития. М., 1976.
- Dialektika rozvoja virobnych sil a vyrobnich vstahov v socialistikej spolocnosti. Bratislava, 1977 (в соавт.).
- Spojenie uspechov vedecrj-technickej revolucie s prednostami sozializmu. Bratislava, 1980 (в соавт.).
- Материалистическая диалектика: В 5 т. М., 1981—1985 (совм. с Ф. В. Константиновым; перев. на кит. яз. — Шанхай, 1986—1989).
- Стратегия обновления. Новый социальный механизм. М., 1990 (отв. редактор).
- Социальная реальность и социальные теории. СПб., 1998 (отв. редактор).
- Перспективы практической философии на рубеже тысячелетий. СПб., 1999 (отв. редактор).
- Гражданское общество России: перспективы XXI века. СПб., 2000 (отв. редактор).
- Практическая философия и гражданское общество в России. СПб, 2004 (отв. редактор).
- Университетское образование и гражданское общество. СПб, 2007 (отв. редактор).
- Социальная философия: Курс лекций. СПб., 2008 (2-е изд. 2009 — ISBN 978-5-9651-0301-0)